# Roggenstede
Roggenstede est un village de la commune de Dornum, de l'arrondissement d'Aurich, en Frise orientale, du land de Basse-Saxe, en Allemagne.
La localité est limitée par le Dornumersieler Tief (au nord-nord-est), le Schleitief (au sud-est), le Otjetief (au sud), le Alte Tief (à l'ouest) et s’étend sur une superficie d'environ 5,6 km2. La distance à la mer du Nord est seulement de 5,5 km (ligne aérienne).
Les villages limitrophes sont Fulkum, Utarp, Westerbur.
Roggenstede a pour code postal 26553 et pour indicatif téléphonique +49 (0) 49 33.